# Burgerijsbaan van Kitami
De burgerijsbaan van Kitami (北見市民スケートリンク, Kitami Shimin Skate Rink) is een ijsbaan in Kitami in de prefectuur Hokkaido in het noorden van Japan. De openlucht-natuurijsbaan werd geopend in 2012 en ligt op 69 meter boven zeeniveau.